# Репарации
Репара́ции (от лат. reparatio «восстановление») — форма материальной ответственности субъекта международного права за ущерб, причинённый в результате совершённого им международного правонарушения другому субъекту международного права, в частности, возмещение государством, в силу мирного договора или иных международных актов, ущерба, причинённого им государствам, подвергшимся нападению. Объём и характер репараций должны определяться в соответствии с нанесённым материальным ущербом.

## Репарации Германии и её союзников после Первой мировой войны

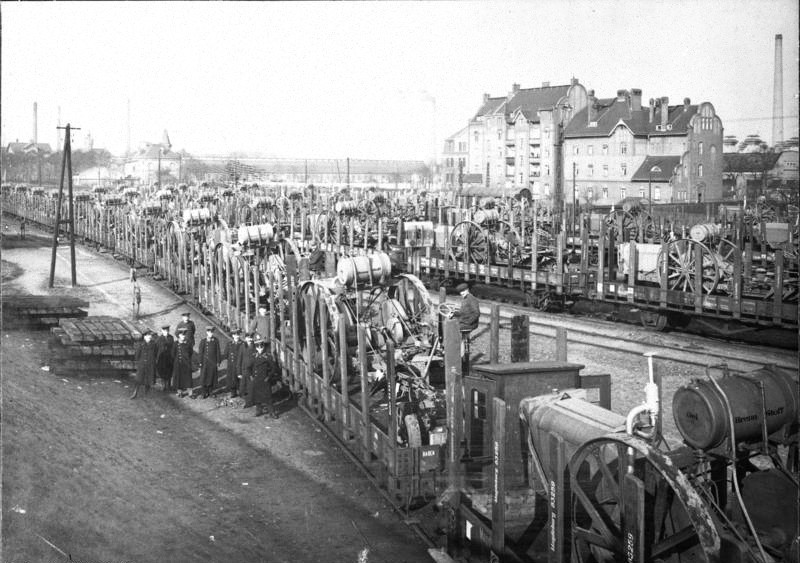
1920 год. Подготовленная к отправке из Германии техника в счёт репараций по Версальскому договору.

Впервые право на получение репараций обосновано в Версальском мирном договоре 1919 г. и др. договорах Версальской системы, где зафиксирована ответственность Германии и её союзников за убытки, понесённые гражданским населением стран Антанты вследствие войны. В действительности репарации в указанных договорах носили форму замаскированной контрибуции.
По итогам Первой мировой был заключён Версальский мирный договор, по которому была определена сумма репараций: 269 миллиардов золотых марок — эквивалент примерно 100 тысяч тонн золота. Разрушенная и ослабленная сначала экономическим кризисом 20-х годов, а затем и Великой депрессией страна была неспособна выплачивать колоссальные репарации и была вынуждена занимать у других государств, чтобы выполнять условия договора. Последнее утверждение является мнением, идущим от аргументов немецкой стороны, другие стороны-получатели имели мнение, что Германия просто отказывается платить и платит очень мало и с большой неохотой. В самом крайнем виде уже точка зрения сторон-получателей выплат состоит в том, что Германия саботировала выплаты и фактически сознательно пошла на возникновение ситуации гиперинфляции 1923 г., когда выплаты в силу быстрого обесценения теряли всякий смысл. Эта крайняя точка зрения также не во всем обоснована, но факт остаётся фактом, что немецкое население воспринимало ситуацию гиперинфляции совершенно спокойно и никаких социальных волнений это не вызвало, а сама ситуация с платежами была урегулирована только на согласии немецкой стороны принять выплату заёмными средствами от США в счёт принятия на Германию этой задолженности. То есть, Германия платила чужими деньгами и только записывала это в свой долг (который в исторической перспективе после 2 мировой войны был фактически списан США). Репарационная комиссия сократила сумму до 132 млрд. (тогда это соответствовало 22 млрд фунтов стерлингов).
Статьёй 116 Версальского договора оговаривалось право Советской России на предъявление Германии реституционных и репарационных требований.
В апреле 1924 г. американский банкир Чарльз Дауэс выдвинул ряд предложений по урегулированию проблемы выплат репарационных платежей Германии. Эти предложения были вынесены на обсуждение международной конференции в Лондоне в июле-августе 1924 г. Конференция завершилась 16 августа 1924 г., ею был принят так называемый План Дауэса.
Но основным элементом «Плана Дауэса» было предоставление финансовой помощи Германии от США и Англии в виде кредитов для выплаты репараций Франции.
В августе 1929 г. и январе 1930 г. состоялись репарационные конференции, на которых было решено предоставить Германии льготы и был принят новый план выплаты репараций, который получил название плана Юнга, по имени американского банкира, председателя комитета экспертов. План Юнга предусматривал сокращение общей суммы репараций со 132 до 113,9 млрд марок, срок выплаты предусматривался в 59 лет, уменьшились ежегодные платежи. В 1931—1934 гг. сумма выплат должна была увеличиваться, начиная с 1 млрд. 650 млн марок. В последующие 30 лет репарации должны были выплачиваться по 2 млрд марок. В остальные 22 года объём ежегодных взносов уменьшался.
Однако разразившаяся вскоре Великая депрессия привела к срыву этого плана. С начала 30-х гг. XX века сменявшие друг друга германские правительства всё настойчивее требовали полной отмены репарационных платежей, мотивируя это возможным крахом германской экономики, а также коммунистической революцией в Германии, которую этот крах неминуемо повлечёт. Эти требования нашли понимание у правительств великих держав. В 1931 году президент США Герберт Гувер объявил мораторий на германские репарации.
Для окончательного решения вопроса с репарациями была созвана международная конференция в Лозанне, которая закончилась подписанием 9 июля 1932 г. соглашения о выкупе Германией за три миллиарда золотых марок своих репарационных обязательств с погашением выкупных облигаций в течение 15 лет. Лозаннский договор, или, как его называли, «Заключительный пакт», был подписан Германией, Францией, Англией, Бельгией, Италией, Японией, Польшей и британскими доминионами. Он заменил собой все предыдущие обязательства по плану Юнга.
Однако и эти соглашения не были проведены в жизнь, так как после прихода к власти в Германии в 1933 году Гитлера его правительством уплата каких-либо репарационных платежей была прекращена.
Уже после Второй мировой войны и образования в 1949 году Федеративной Республики Германия главы МИД США, Англии и Франции обязали её вернуться к выплате долгов по Версальскому договору. В 1953 году, согласно Лондонскому договору, потерявшей часть территории Германии было разрешено не платить по процентам вплоть до объединения. Очевидно, что небольшой объём платежей (всего до 1953 г. было осуществлено платежей на сумму не более 800 миллионов марок) говорит о политически демонстративном характере данного соглашения, со стороны США и союзников существовало стремление продемонстрировать факт неучастия СССР, а со стороны ФРГ имело место желание создать и закрепить прецедент правовой преемственности единой Германии исключительно со стороны ФРГ, игнорируя факт существования ГДР.
Объединение Германии 3 октября 1990 года повлекло «реанимацию» её репарационных обязательств по Версальскому договору. На то, чтобы погасить долги, Германии было отпущено 20 лет, для чего стране пришлось взять двадцатилетний кредит в 239,4 миллиона марок.
По истечении этого срока, 4 октября 2010 года Немецкий федеральный банк произвёл последний платёж по денежным обязательствам, связанным с репарациями. Таким образом репарации после Первой Мировой Войны были Германией полностью выплачены спустя более чем 90 лет с даты их введения. Незначительность уплаченных сумм подтверждают формальный и политически обусловленный характер данных выплат.
По другим данным, по итогам финансовых транзакций 1920-х гг. Германия оказалась в плюсе: она заняла у частных американских инвесторов (и не вернула) гораздо больше, чем выплатила в виде репараций.

## Репарации от Германии после Второй мировой войны
Формы репараций от нацистской Германии и её союзников в возмещение ущерба, нанесённого ими в ходе Второй мировой войны 1939—1945, были определены на Ялтинской конференции 1945 года. На Потсдамской конференции в августе 1945 было достигнуто следующее соглашение: репарационные претензии СССР будут удовлетворены путём изъятия из восточной зоны Германии и за счёт германских активов, находящихся в Болгарии, Финляндии, Венгрии, Румынии и Восточной Австрии; претензии США, Великобритании и других стран, имеющих право на репарации, будут удовлетворены из западных зон; некоторую долю репарационных платежей СССР дополнительно должен был получить из западных зон Германии. Решения Ялтинской и Потсдамской конференций о репарациях СССР из западных зон Германии западными державами не были выполнены полностью.
Согласно данным Главного трофейного управления, опубликованным в 1990-е годы российскими исследователями Михаилом Семирягой и Борисом Кнышевским, в СССР из Германии было вывезено около 400 тыс. железнодорожных вагонов, в том числе 72 тыс. вагонов строительных материалов, 2885 заводов, 96 электростанций, 340 тыс. станков, 200 тыс. электромоторов, 1 млн 335 тыс. голов скота, 2,3 млн тонн зерна, миллион тонн картофеля и овощей, по полмиллиона тонн жиров и сахара, 20 млн литров спирта, 16 тонн табака. В СССР вывезли телескопы из астрономической обсерватории университета Гумбольдта, вагоны берлинской подземки и круизные лайнеры. В частности, в 1950 году конфискованным технологическим, энергетическим и грузоподъёмным оборудованием из Германии был оснащён строившийся в Краснодаре Компрессорный завод.
В Кемерове на предприятии КОАО «Азот» до сих пор используются компрессоры 1947 г. выпуска фирмы «Шварцкопф».
На Центральной телефонной станции Москвы, номера которой начинались на «222» и которая обслуживала, в том числе, ЦК КПСС, до 1980-х годов использовалось оборудование телефонного узла рейхсканцелярии. По данным историка и экономиста Гавриила Попова, даже техника для подслушивания, применявшаяся после войны советской госбезопасностью, была германского происхождения.
Гораздо более важным для СССР (одновременно и для США и Британии) было использование немецких военных технологий. Особенно значительным оказался вклад, полученный от использования технологий Германии, в технологии ракетостроения, реактивной авиации, систем ПВО. Уполномоченным Совнаркома и ГКО на получение репараций, возложенных на Германию по решению Потсдамской конференции, возвращение ценностей и имущества, вывезенного во время войны, был Иосиф Титович Табулевич, позже руководивший строительством города Обнинска. По утверждению ветерана ракетно-космической отрасли Б. Е. Чертока, в СССР было вывезено большое количество готовой ракетной техники, чертежей и технической документации, а также немецких специалистов, которые были использованы в воспроизведении в СССР образцов ракетной техники, разработанных в Германии, на базе которых развивалось советское ракетостроение. В создании автомата Калашникова также были использованы технологии, связанные с личностью немецкого конструктора Х. Шмайсера, который также был вывезен и работал в СССР после 1945 г. в течение некоторого времени.
У жителей советской зоны оккупации Германии официально конфисковали 60 тыс. роялей, 460 тыс. радиоприёмников, 190 тыс. ковров, 940 тыс. предметов мебели, 265 тыс. настенных и настольных часов, которые в основном были распределены за небольшую плату между советскими номенклатурными чинами и старшими офицерами. В документах трофейного ведомства числятся также 1,2 млн мужских и женских пальто, 1 млн головных уборов и 186 вагонов вина. Очевидно, что это имущество лишь в самой малой мере могло возместить ущерб от военных действий и оккупации, причинённых в ходе войны 1941-45 гг. советским гражданам и государству.
Взимание репараций с ГДР было прекращено по совместному соглашению СССР и ПНР с 1 января 1954.
Изъятое промышленное оборудование, прочее оборудование и торговые суда по Парижскому соглашению от 14 января 1946 г. из западной зоны Германии в пользу США, Великобритании и других государств оценивается в общей сложности в 4,782 млрд рейхсмарок (по курсу 1938 г. 2,5 РМ за доллар) (правда, это лишь часть репараций).
Стоимость изъятий из Советской оккупационной зоны и ГДР составила, по оценкам Федерального министерства внутринемецких отношений, в общей сложности 15,8 млрд долларов, что эквивалентно приблизительно 14 041 тонне золота. Для сравнения, крупнейший золотой резерв[кого?][прояснить] в настоящее время принадлежит США и составляет 8133,5 тонн. Данные цифры, учитывая характер их происхождения и отсутствие согласования с правопреемниками советской стороны, должны вызывать сомнения.
По утверждению немецкой стороны, в России и странах СНГ в настоящее время находятся около 200 тысяч вывезенных после войны музейных экспонатов, два миллиона книг. В то же время в ФРГ отсутствует практика возвращения имущества «перемещённого» с территории бывшего СССР в период до 1945 г. на основании аргумента, что в настоящее время это имущество находится в частной собственности.
В 2017 году некоторые польские официальные лица заявили, что Польша должна получить репарации за ущерб, понесённый в ходе Второй мировой войны. При этом министр национальной обороны Польши Антоний Мачеревич заявил, что от репараций в 1953 году отказалась не современная Польша, а «советская колония» Польская народная республика. В августе 2017 года представитель Германии заявила, что вопрос о репарациях Польше урегулирован и вопрос о новых репарациях этой стране Германия рассматривать не будет. 1 сентября (в день начала Второй мировой войны) немецкий бундестаг, согласно экспертному заключению, подготовленному аналитической службой бундестага, объявил, что у Польши нет правовых оснований для предъявления Германии требования о выплате репараций за ущерб, нанесённый во время войны.
Также, в Польше правящая партия «Право и справедливость» заявила о праве на репарации от России, по Рижскому миру.
В 2019 г. было заявлено, что Польша потребует от Германии выплат на сумму не менее 900 миллиардов долларов в качестве репараций за ущерб, нанесённый Варшаве во время Второй мировой войны. До сих пор (август 2019 г.) официально претензии со стороны Польши в адрес ФРГ не предъявлены.

## Репарации от союзников Германии по коалиции Оси после Второй мировой войны
Репарации от государств, воевавших на стороне Германии в Европе, были предусмотрены в мирных договорах 1947 года на следующих принципах: ответственность за агрессивную войну (с учётом того, что некоторые эти страны вышли из войны, порвали с Германией, а некоторые из них и объявили ей войну), частичное возмещение ущерба, причинённого войной, с тем, чтобы выплата репараций не подрывала экономику страны, выплата репараций натурой, в частности за счёт демонтажа оборудования военной промышленности, а также текущей промышленной продукции.
Финляндия была единственной страной, полностью выплатившей СССР свои военные репарации в сумме 226,5 млн долларов в 1945—1952 годах.

## Другие репарации
20 января 1958 между Японией и Индонезией подписаны Мирный договор и репарационное соглашение, по которому Япония должна была в течение 12 лет выплатить Индонезии 223 миллиона долларов.